# Schwarzenberg (Lucerna)
Schwarzenberg é uma comuna da Suíça, no Cantão Lucerna, com cerca de 1.576 habitantes. Estende-se por uma área de 39,31 km², de densidade populacional de 40 hab/km². Confina com as seguintes comunas: Alpnach (OW), Entlebuch, Hergiswil (NW), Kriens, Malters, Werthenstein.
A língua oficial nesta comuna é o Alemão.

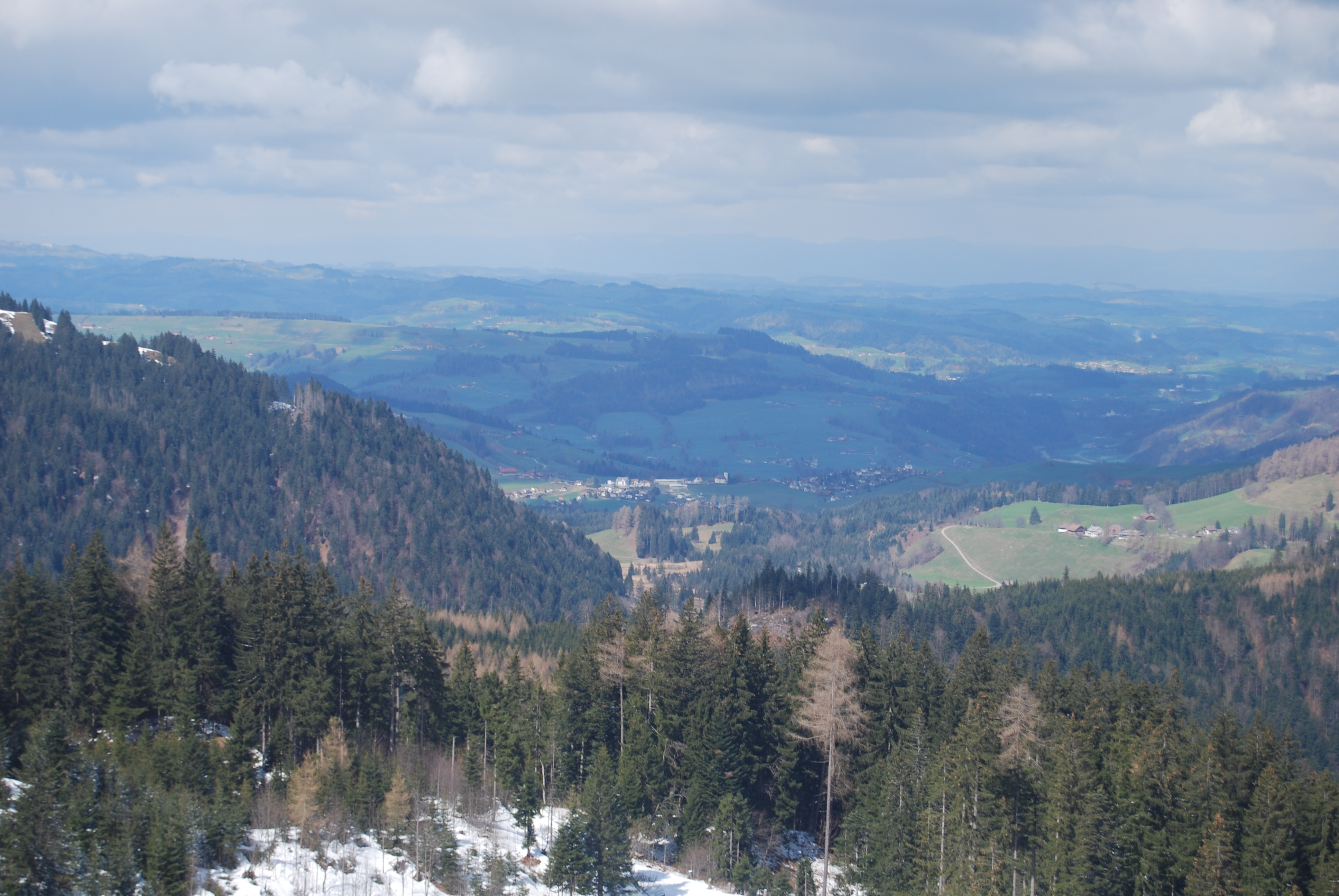
Schwarzenberg.